# Enoshima Onsen

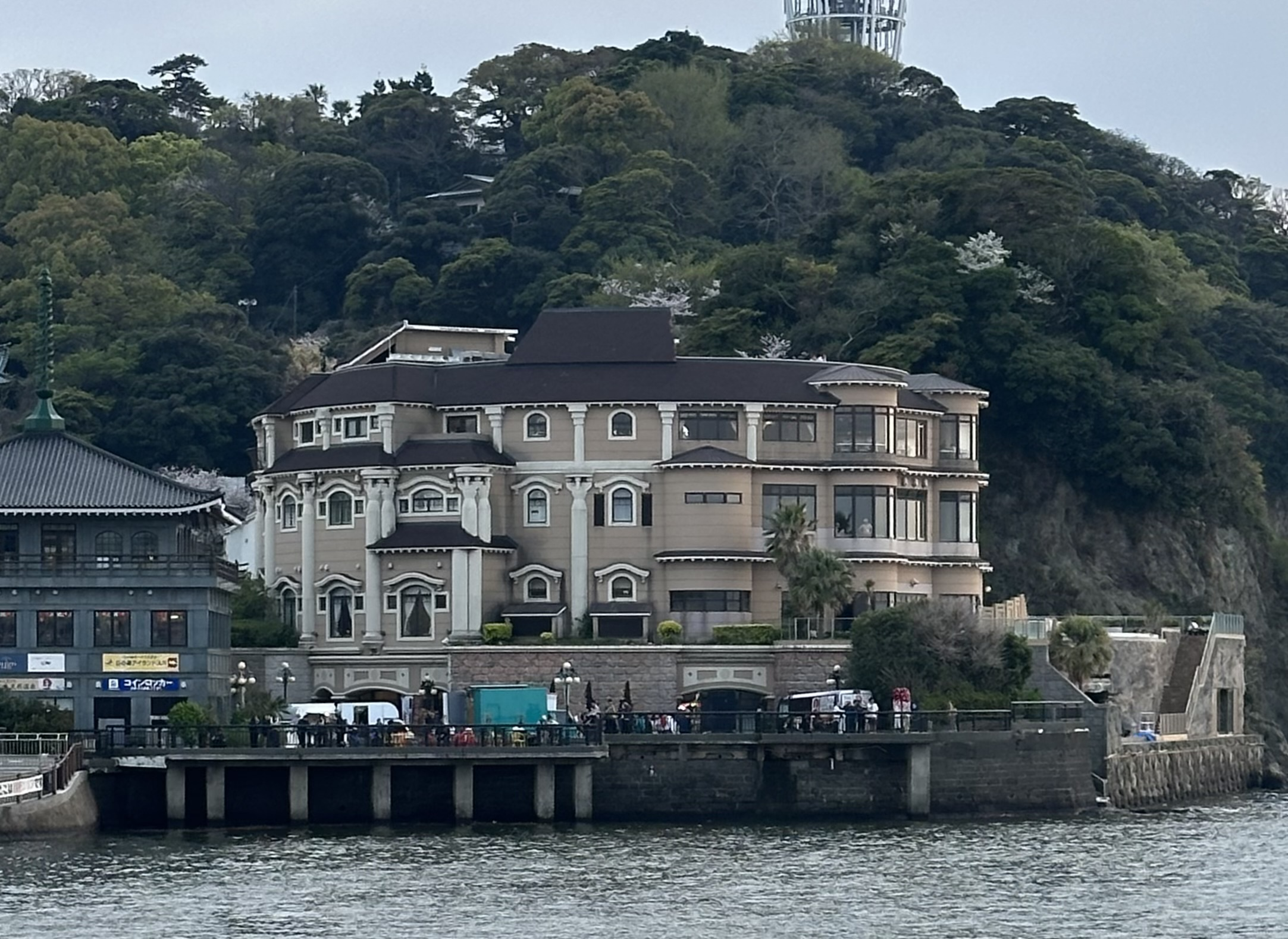
Enoshima Onsen, 2025

Das Enoshima Onsen (japanisch 江の島温泉) ist ein Thermalbad mit integriertem Hotel und Restaurant auf der Halbinsel Enoshima in Fujisawa in Japan.

## Lage
Das Bad befindet sich auf der Nordseite der Halbinsel, an der Adresse 2-1-6 Enoshima, Fujisawa, Kanagawa.

## Architektur und Geschichte
Das viergeschossige Onsen wurde im Dezember 2004 eröffnet. In ihrer heutigen Form mit integriertem Hotel besteht die Einrichtung seit 2020. Das in diversen Becken auf mehreren Ebenen zur Verfügung stehende heiße Wasser wird aus 1500 Metern Tiefe gefördert. Das stark salzhaltige Wasser hat eine Temperatur von 34° Celsius.
Das integrierte Hotel umfasst 17 Zimmer.